# Universidade Federal de Minas Gerais
Univerza v Minas Gerais (UFMG) je ena najstarejših univerz v Braziliji, saj je bila prvič ustanovljena že 7. septembra 1927.